# Magnipterygius

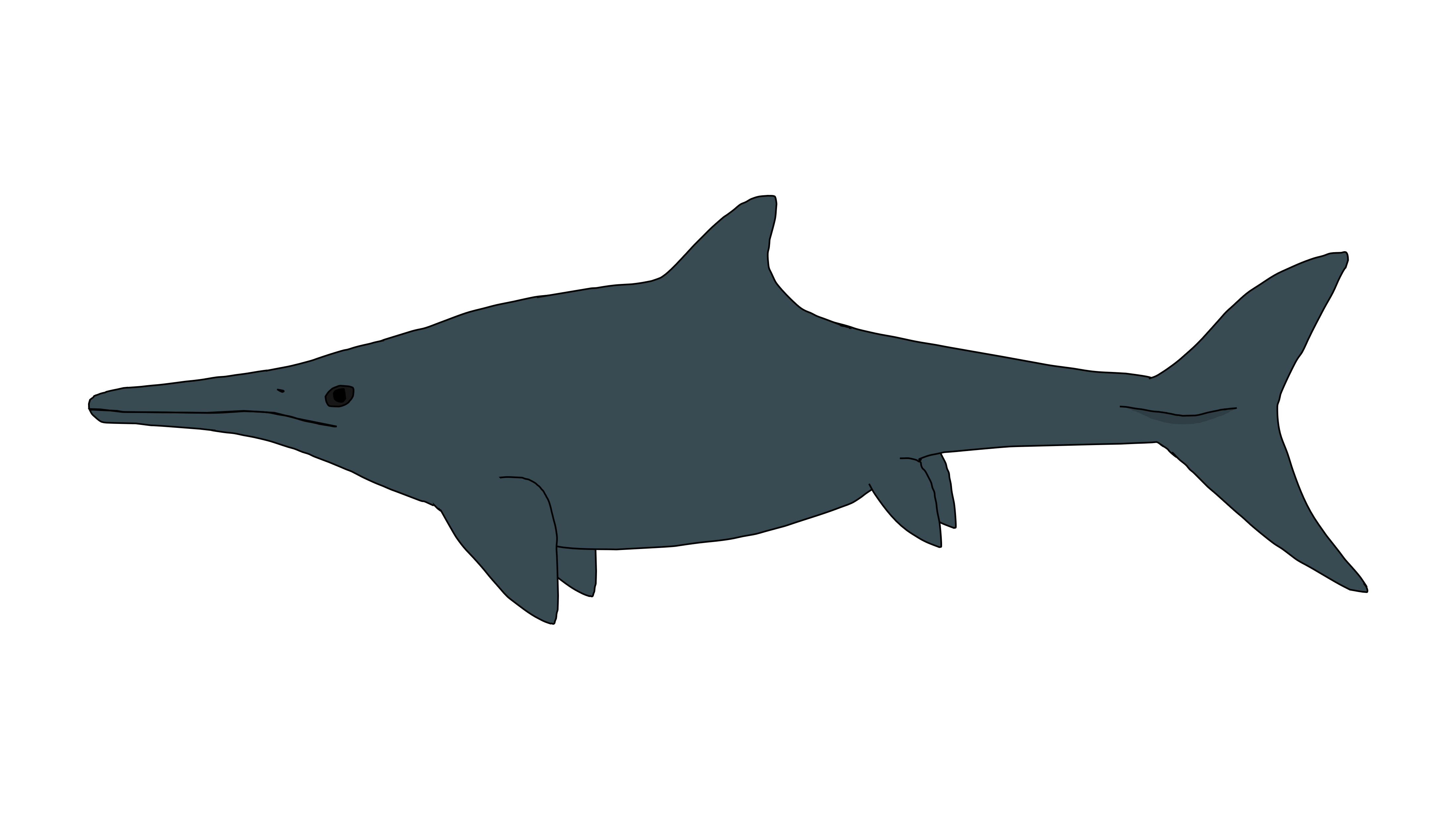
Magnipterygius huenei

Magnipterygius is een lid van de Ichthyosauria dat tijdens de vroege Jura leefde in het gebied van het huidige Duitsland.

## Naamgeving
In de verlaten cementgroeve van Holcim (Holderbank ciments) bij Dotternhausen werd in 2011 het skelet opgegraven van een kleine ichthyosauriër. Het werd geprepareerd in het Staatliches Museum für Naturkunde Stuttgart.
In 2022 werd de typesoort Magnipterygius huenei benoemd en beschreven door Michael Werner Maisch en Andreas Theodor Matzke. De geslachtsnaam combineert een verwijzing naar de dwergenkoning Magni Bronzebeard, een figuur uit het videospel Warcraft, met het Grieks pteryx, "vin". Dit verwijst meteen naar het kleine formaat van de soort. De soortaanduiding eert Friedrich von Huene.
Het holotype, SMNS 96922, is gevonden in een laag van de onderste Posidoniaschalie die dateert uit het Toarcien, ongeveer 181 miljoen jaar oud, Lias ε II-4. Het hoofdblok bestaat uit een zeer compleet en in verband liggend skelet met schedel waaraan alleen de staart ontbreekt die in een tweede blok aanwezig is. De preservering is uitstekend.  Contouren van de weke delen zijn bewaard gebleven, evenals de maaginhoud. Het betreft een jongvolwassen individu.

## Beschrijving
De lichaamslengte van het holotype is geschat op 120 centimeter. Men stelde dat volgroeide lengte niet veel hoger zou hebben gelegen, hoewel het formaat dat van een pasgeboren Stenopterygius nauwelijks oversteeg. Het is daarmee pas de tweede bekende ichthyosauriër uit de Jura of Krijt met een klein formaat, na Ichthyosaurus conybeari.
In verschillende kenmerken onderscheidt Magnipterygius zich van de verwant Stenopterygius. De praemaxilla toont onder het neusgat een uitgebreide tak die een beennaad heeft met het jukbeen. Er is geen middenkam op de wandbeenderen. Het foramen parietale wordt volledig omsloten door de voorhoofdsbeenderen. Het spaakbeen mist een inkeping in de voorrand. Deze meeste elementen die de voorrand van de voorvin vormen, missen ook zo een inkeping. Het aantal wervels ligt laag, zowel vóór de sacrale wervels als vóór de staartknik geteld. De rugvin staat verder naar achter. De staartvin is groter.
De snuit is relatief kort. De knik in de staart is uitzonderlijk sterk, wat weer duidt op een hogere individuele leeftijd. Het gedeelte achter de knik is ook langer dan dat ervoor.

## Fylogenie
Hoewel geen exacte kladistische analyse werd uitgevoerd, meenden de beschrijvers Magnipterygius onder voorbehoud toch in de Stenopterygiidae te kunnen plaatsen gezien de grote gelijkenis maat Stenopterygius.

## Levenswijze
In de maag zijn haakjes van zuignappen aanwezig. Magnipterygius voedde zich dus met inktvissen, zoals ook bekend van Stenopterygius.